# Parasemia henrichoviensis
Parasemia henrichoviensis är en fjärilsart som beskrevs av O. Schultz 1904. Parasemia henrichoviensis ingår i släktet Parasemia och familjen björnspinnare. Inga underarter finns listade i Catalogue of Life.